# Дятел білоспинний
Дя́тел білоспи́нний (Dendrocopos leucotos) — лісовий птах родини дятлових (Picidae), найбільший представник роду дятел (Dendrocopos). Один з 5-ти видів у фауні України. В Україні гніздовий кочовий вид.

## Опис

### Морфологічна характеристика
Схожий на великого строкатого дятла. Довжина тіла: 240—260 мм; маса самця: 105—112 г, самки: 105—106 г. Виражений статевий диморфізм. У дорослого самця смуги на шиї, плечі, верх спини, верхні покривні пера крил і надхвістя чорні; лоб білуватий; на голові червона «шапочка»; горло, щоки, покривні пера вух, шия, низ спини і поперек білі; воло, груди і черево спереду білуваті, з чорними рисками; черево ззаду і підхвістя червонувато-рожеві; махові пера чорні, з білими плямами, які на розгорнутих крилах утворюють смуги; хвіст чорний, цупкий, загострений, крайні стернові пера білі, з чорними смугами; дзьоб і ноги темно-сірі; райдужна оболонка ока коричнева. У дорослої самки, що схожа на дорослого самця, голова зверху цілком чорна. Молодий птах схожий на дорослого самця, але червона «шапочка» поцяткована чорним.
Від великого строкатого, середнього і сирійського дятлів відрізняється білим низом спини і попереком, а також чорними плечами.

### Голос
Кричить відносно рідко, переважно у сезон розмноження та інколи восени. У порівнянні з великим строкатим дятлом голос не такий різкий, відносно тихий та нижчий. Найчастіше видає голосне «кік».

### Систематика
Виділяють 12 підвидів:
- D. l. leucotos (Bechstein, 1802), номінативний підвид, широко поширений в Євразії від північної, центральної або східної Європи до північного сходу Азії, Кореї та Сахаліну;
- D. l. lilfordi (Sharpe & Dresser, 1871);
- D. l. tangi (Cheng, 1956);
- D. l. subcirris (Stejneger, 1886);
- D. l. stejnegeri (Kuroda, 1921);
- D. l. namiyei (Stejneger, 1886);
- D. l. takahashii (Kuroda & Mori, 1920);
- D. l. owstoni (Ogawa, 1905);
- D. l. fohkiensis (Buturlin, 1908);
- D. l. insularis (Gould, 1863);
- D. l. quelpartensis (Kuroda & Mori, 1918);
- D. l. uralensis (Malherbe, 1860).

## Ареал виду та його поширення в Україні

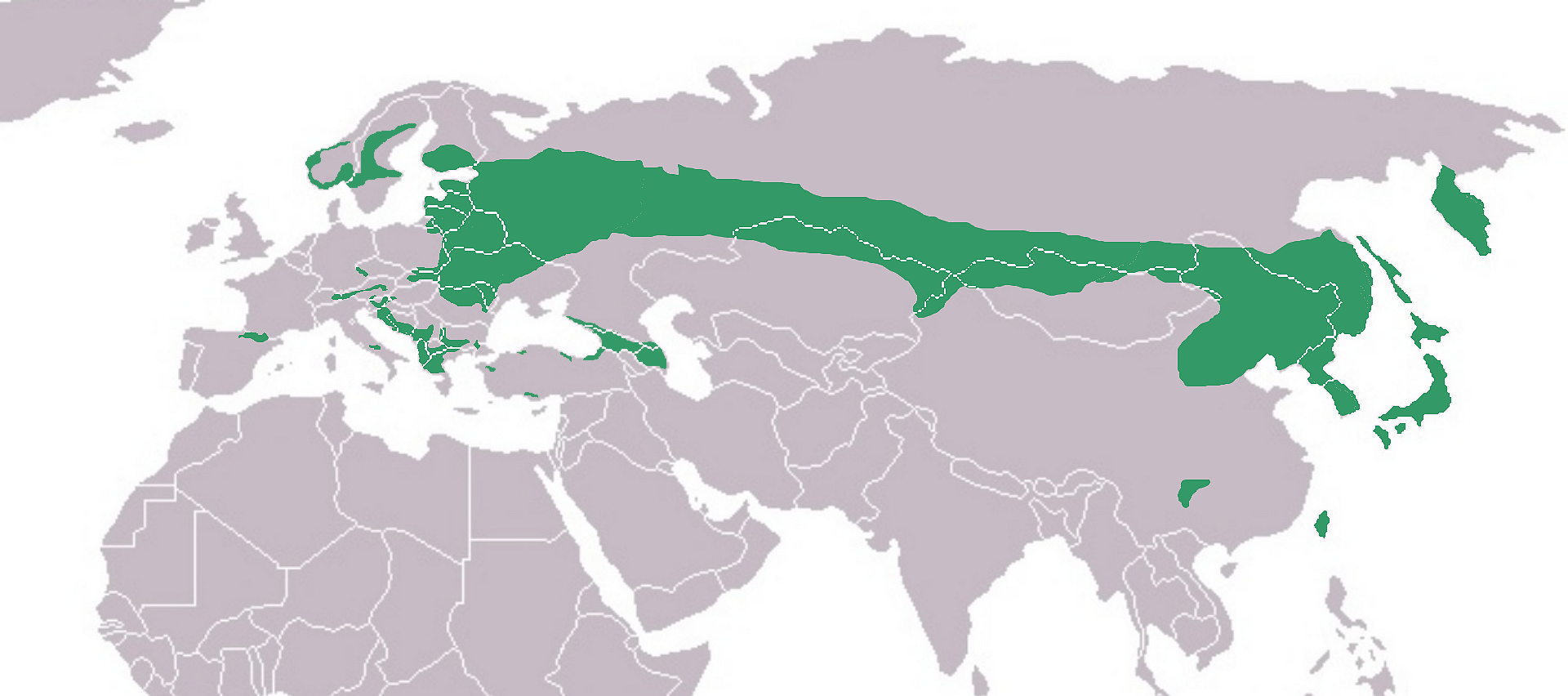
Поширення білоспинного дятла

Поширений в південній частині лісової зони Євразії, але скрізь нерівномірно. Гніздовий ареал простягається суцільною смугою від Східної Європи через усю Північно-східну Азію до Південного Китаю, узбережжя Охотського моря та островів Японії. Займає західну частину Скандинавського півострова, мозаїчно поширений в долині Ельби, вздовж кордону Німеччини та Австрії, на півдні Балканського півострова. В Україні поширений відносно мозаїчно, найчастіше трапляється на Розточчі, у Східних Карпатах, на Західному та Житомирському Поліссі та на північному сході країни.

## Чисельність і причини її зміни
Європейська популяція оцінюється у 180—550 тис. пар. Загальну чисельність виду в Україні оцінено в межах 570–930 пар. За останні 20 років чисельність виду скоротилась більше ніж у 3—4 рази. Причиною зміни чисельності є практика суцільних рубок старих лісів. Експлуатація лісових масивів особливо зросла за останні два десятиліття.

## Особливості біології

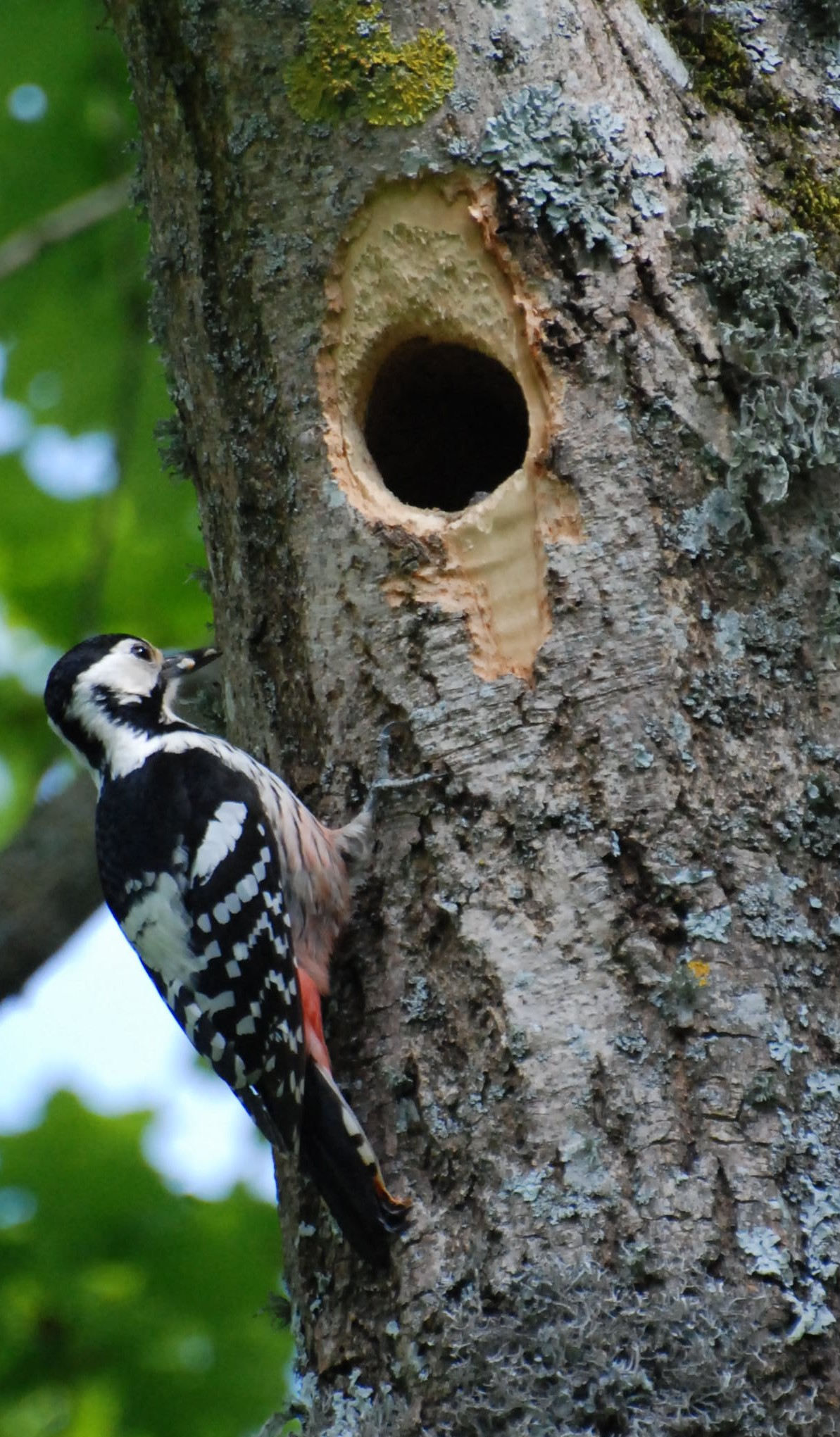
Самка біля дупла

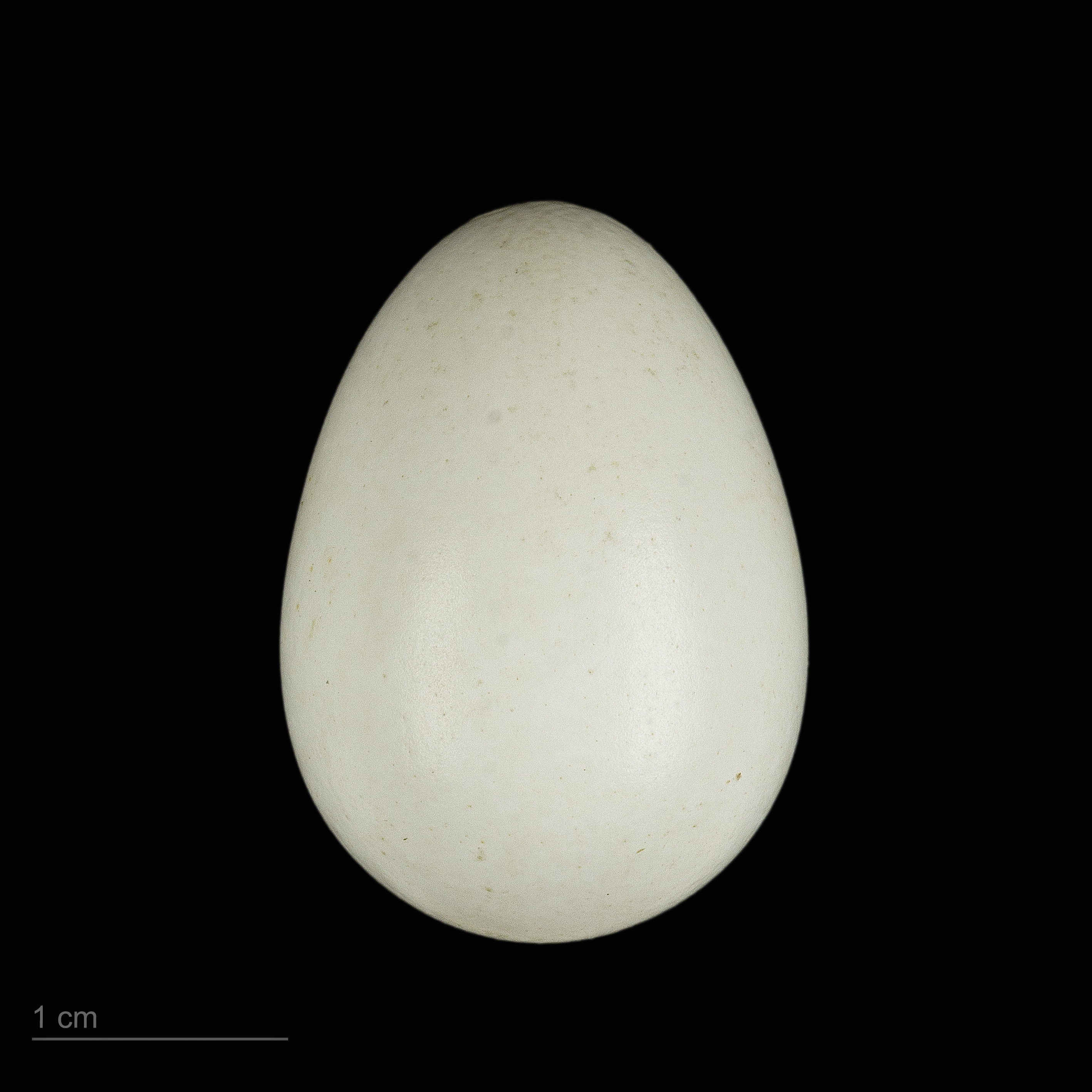
яйце Dendrocopos leucotos leucotos - Тулузький музей

Осілий вид, типовий моногам. Населяє старі, але достатньо світлі листяні та мішані ліси з великою кількістю загиблих дерев. У першу чергу віддає перевагу березнякам, але зустрічається також у лісах за участю ясеня, тополі, клена, вільхи, дуба, граба, верби. У Карпатах та на Розточчі оселяється у пралісах або старих букових лісах, обов'язково з високим відсотком (не менше 5—7%) старих трухлявих дерев. У Поліссі найчастіше займає вологі ліси або ж лісові заплави рік та біля берегів озер. Гніздиться у дуплах м'яких порід дерев. Глибина дупла 25—37 см, висота льотка 5,5—7 см, ширина льотка 4,7—6,4 см. Гніздування відбувається у березні−червні. Кладка з 3—7 (зазвичай 4−6) видовжених білих яєць. Насиджування здійснюють обидва птахи. Тривалість інкубації 11—12 днів, виліт молодих через 24—28 діб після вилуплювання. Успішність гніздування в Україні скорочується через порушення лісового законодавства та зростання чисельності хижаків (зокрема кунячих). Успіх розмноження не перевищує 2,1–2,4 молодих на пару. У живленні переважають ксилофаги, личинки комах, лялечки мурашок різних видів. Їжу найчастіше здобуває на стовбурах гнилих або висохлих дерев, часто повалених, або у пеньках.

## Охорона
Знаходиться під охороною Бернської конвенції (Додаток ІІ). Внесений до останнього видання Червоної книги України (2009) (статус — рідкісний). В Україні охороняється у заповідниках − Поліський, Карпатський, «Ґорґани», «Розточчя», національних природних парках: Шацькому, «Сколівські Бескиди», Карпатському, «Прип'ять-Стохід». Для ефективнішої охорони необхідні спеціальні менеджмент плани для підтримки природних лісостанів з високим відсотком старих дерев м'яких порід як на незаповідних, так і на заповідних територіях.

## Зовнішні посилання
- BirdLife International (2009) Species factsheet: Dendrocopos leucotos. Downloaded from http://www.birdlife.org on 19/01/2011.(англ.)
- Дятел білоспинний в Червоній книзі України [Архівовано 11 жовтня 2013 у Wayback Machine.]